# سیارک ۲۶۶۴۲
سیارک ۲۶۶۴۲ (به انگلیسی: 26642 Schlenoff، نامگذاری:2000JJ55)۲۶۶۴۲مین سیارک کشف شده‌است که در ۰۶ مه ۲۰۰۰ کشف شد.